# Роберт Дадлі, граф Лестер
Роберт Дадлі (англ. Robert Dudley; 24 червня 1532 — 4 вересня 1588) — державний і військовий діяч Англійського королівства, намісник Нідерландів у 1585—1587 роках, фаворит королеви Єлизавети I.

## Життєпис

### Молоді роки
Походив зі знатного англійського роду Дадлі. По бабці за батьківською лінією був нащадком Джона Талбота, 1-го графа Шрусбері. П'ятий син Джона Дадлі, герцога Нортумберленду, та Джейн Гільфорд. Народився 1532 року в Кенілворті (Ворікшир). Здобув гарну освіту, виявивши хист до вивчення мов та літературні здібності. Виховувався при королівському дворі.
У серпні 1549 року разом з батьком і братом Амброузом брав участь в придушенні селянського повстання на чолі з Робертом Кетом. 1550 року одружився з представницею впливового норфолкського роду Робсарт. У 1551—1552, 1553 роках Роберт Дадлі був членом Парламенту від графства Норфолк.
У 1553 році батько Роберта після смерті короля Едуарда VI зробив Джейн Грей королевою Англії. Проте та пробула при владі лише 9 днів. Після повалення останньої королевою стала Марія I, а усі представники роду Дадлі були оголошенні державними злочинцями й запроторені до Таверу. Джона Дадлі і його сина Гілфорда стратили після придушення повстання Томаса Ваєтта 1554 року. Восени того ж року Роберта й інших братів завдяки клопотанням їхньої матері звільнили. 1555 року після смерті матері Роберт отримав частину її майна. 1557 року на чолі загону разом з братом Генріхом у складі іспанського війська брав участь в битві біля Сен-Кантена проти Франції.

### Фаворит королеви
Згодом стає одним з наближених принцеси Єлизавети. 1558 року після вступу останньої на трон Англії (сталося після смерті її зведеної сестри королеви Марії I), призначається королевським лорд-констеблем, 1559 року — кавалером Ордену Підв'язки, доглядачем Віндзорського замку. Водночас активно займався поверненням батьківських маєтків, зокрема Кенілворту, а також як королівські подарунки накопичував землі в Вельсі.
Роберт Дадлі проводив багато часу з королевою, не поспішаючи представляти при дворі свою дружину. Ширилися чутки, що Дадлі планує одружитися з королевою. 1560 року гине дружина Роберта. Розслідування оголосила це нещасним випадком. На деякий час Роберт Дадлі відійшов від королівського двору.
1562 року під час своєї хвороби на віспу королева оголосила Роберта Дадлі лордом-протектором королівства на випадок її смерті. 1563 року королева запропонувала кандидатуру Дадлі як кандидата в чоловіки шотландської королеви Марії I Стюарт. 1564 року він стає графом Лестером. Разом з тим не бажав вступати в шлюб зі Сюарт, таємно підтримуючи плани шлюбу королеви Шотландії з лордом Дарнлі, що й сталося 1565 року. 1568 року після втечі Марії Стюарт виступив за повернення її на шотландський трон, але не досяг в цьому успіху.
1571 року в м. Ворвік заснував військовий шпиталь Лорда Лестера, що діє дотепер. 1578 році одружився з удовою графа Ессекса. Брав активну участь у діяльності Таємної ради, особливо стосункам з Іспанією. Підтримував королеву у прагненні протистояти іспанському гегемонізму.

### Очільник Нідерландів
В цей час 1583 року з Нідерландів було вигнано Франсуа де Валуа, а 1584 року вбито Вільгельма Оранського. Слідом за цим Алессандро Фарнезе на чолі іспанських військ захопив міста Брюгге, Гент і Антверпен. За цих обставин Генеральні штати Об'єднаних провінцій звернулися до Англії по допомогу. Єлизавета I відмовилася стати сюзероном цих графств, але спрямувала 6-тисячне військо на чолі із Робертом Дадлі. Останнього було обрано намісником (генерал-губернатором) Нідерландів.
Втім його становище залишалося складним, оскільки в провінціях реальну владу мали штатгальтери, серед яких амбіції висловлював Моріц Оранський, штатгальтер Голландії і Зеландії. До того ж Дадлі став проводити політику більше в інтересах Англії, що відбилося в забороні торгівлі з німецькими державами і Францією, звідки повсталі Нідерланди отримували допомогу. Також створив Раду фінансів, що не підкорялася Державній раді Нідерландів. При цьому спирався на провінції Утрехт і Фрисландія. У м. Утрехт спробував створити центральний уряд, але невдало.
1586 року Дадлі зазнав поразки від іспанців у битві біля Зютфена. 1587 року під час його відсутності було захоплено важливе місто Девентер. У 1587 році по поверненню він спробував здійснити заколот, відсторонивши Генеральні штати, але зазнав невдачі. В результаті владу перебрали Моріц Оранський і пенсіонарій Йоган ван Олденбарневелт.

### Останні роки
По поверненню до Англії призначається лордом-стюартом. У липні 1588 року на посаді лейтенанта і генерал-капітана армій і рот королеви брав участь в обороні англійського узбережжя під час боїв з Непереможною армадою. Звитяжив при обороні Тілбері в гирлі Темзи. Помер того ж року.

## Родина
1. Дружина — Емі, донька сера Джона Робсарт, есквайра.
дітей не було
2. Дружина — Летиція, донька сера Френсіса Нолліса.
Діти:
- Роберт (1581—1584), барон Денбі

3. Коханка — Дуглас Шеффілд.
Діти:
- Роберт (1574—1649), мандрівник і картограф